# Montes de Karwendel
Os Montes de Karwendel - Birkkarspitze em alemão - é um maciço montanhoso faz parte dos Alpes Orientais-Norte na sua secção dos Alpes Calcários do Tirol e está localizado na região de Tirol na Áustria e da Baviera na Alemanha. O  ponto mais alto é o Birkkarspitze com 2.749 m.

## Situação
A Noreste ficam os Alpes de Mangfall, a Leste os Alpes de Brandenberg, a Sudeste os Pré-Alpes de Tux, a Sudoeste os Alpes de Stubai, a Oeste Montes de Mieming e Wetterstein, e a Noroeste os Alpes de Wallgau.

## SOIUSA
A Subdivisão Orográfica Internacional Unificada do Sistema Alpino (SOIUSA), dividiu os Alpes em duas grandes partes:Alpes Ocidentais e Alpes Orientais, separados pela linha formada pelo  Rio Reno - Passo de Spluga - Lago de Como - Lago de Lecco.
Os Alpes de Lechtal, Montes de Lechquellen, Montes de Mieming e de Wetterstein, Montes de Karwendel, Alpes de Brandenberg, e Montes do Kaiser formam os Alpes calcários do Tirol.

### Classificação  SOIUSA
Segundo a SOIUSA este acidente geográfico é uma Sub-secção alpina  com as seguintes características
- Parte = Alpes Orientais
- Grande sector alpino = Alpes Orientais-Norte
- Secção alpina = Alpes calcários do Tirol
- Sub-secção alpina =  Montes de Karwendel
- Código = II/B-21.IV